# Liu Jianye
Dans ce nom chinois, le nom de famille, Liu, précède le nom personnel.
Liu Jianye, né le 17 juin 1987 à Shenyang en Chine, est un footballeur international chinois qui évolue au poste de défenseur ou de milieu défensif avec le club chinois du Heilongjiang Ice City ainsi que dans l'équipe nationale chinoise.

## Biographie

### Carrière en équipe nationale
Liu Jianye est convoqué pour la première fois en sélection par le sélectionneur national Gao Hongbo le 18 juillet 2009 lors d'un match contre la Palestine (victoire 3-1).
Il dispute deux coupe d'Asie : en 2011 et 2015. Il joue deux matchs lors de l'édition 2011 : contre le Koweït et enfin l'Ouzbékistan.
Il participe également à une coupe d'Asie de l'Est en 2010. Il joue enfin 6 matchs comptant pour les éliminatoires de la coupe du monde 2014.
Au total il compte 51 sélections en équipe de Chine depuis 2009.

## Palmarès

### En club
- Avec le Jiangsu Sainty
  - Vainqueur de la Supercoupe de Chine en 2013

### En sélection
- Vainqueur de la Coupe d'Asie de l'Est en 2010